# Arieja
|  | Aquest article tracta sobre departament francès. Si cerqueu l riu homònim, vegeu «Riu Arieja». |

L'Arieja (en occità Arièja i en francès Ariège) és un departament francès (09) situat a la regió d'Occitània. El nom li ve del riu Arieja, que el travessa. Limita al sud amb Catalunya (provincia de Lleida), Andorra i l'Alta Cerdanya (departament francès dels Pirineus Orientals), al nord-oest amb el departament de l'Alta Garona, i al nord-est amb el de l'Aude i el llac de Montbel.

## Clima
Les característiques, a la part sud, són les d'un indret d'alta muntanya: estius calorosos i secs, i hiverns durs i amb abundants precipitacions, en forma de neu al sud i en forma de pluja al nord. La mitjana anual de temperatura des del 1956, quan es crea l'estació meteorològica de Sent Gironç i, per tant, les estadístiques locals, és de 12 °C.

## Història
El departament és un dels vuitanta-tres departaments originals creats el 4 de març de 1790, en aplicació de la llei del 22 de desembre de 1789, durant la Revolució Francesa. Va ser creat a partir del Comtat de Foix i del de Coserans.
De 1960 a 2015 l'Arieja fou un departament de la regió de Migdia-Pirineus.

## Administració
Un prefecte nomenat pel govern francès és l'alta representació estatal i un consell de 26 membres escollits per sufragi universal nomena un president, que exerceix el poder executiu.
El departament és dividit en 3 districtes, Foix, Pàmies i Sent Gironç, 13 cantons, 8 estructures intercomunals i 331 comunes.

## Personatges destacats
- Pierre Bayle (1647-1706), filòsof i escriptor, nascut a Carla-Bayle
- Théophile Delcassé (1852-1923), polític, ministre, ambaixador nascut a Pamiers
- Jacques Dupont (1928-2019), ciclista nascut a Lézat-sur-Lèze
- Gabriel Fauré (1845-1924), compositor, nascut a Pamiers
- Claude Piquemal (1939), atleta i corredor, medallista olímpic nascut a Siguer

## Refugis de muntanya
- Refugi d'En Beys
- Refugi de Bassiès
- Refugi de Bésines
- Refugi de Chioula
- Refugi de Pinet
- Refugi de Rulhe

## Llocs d'interès

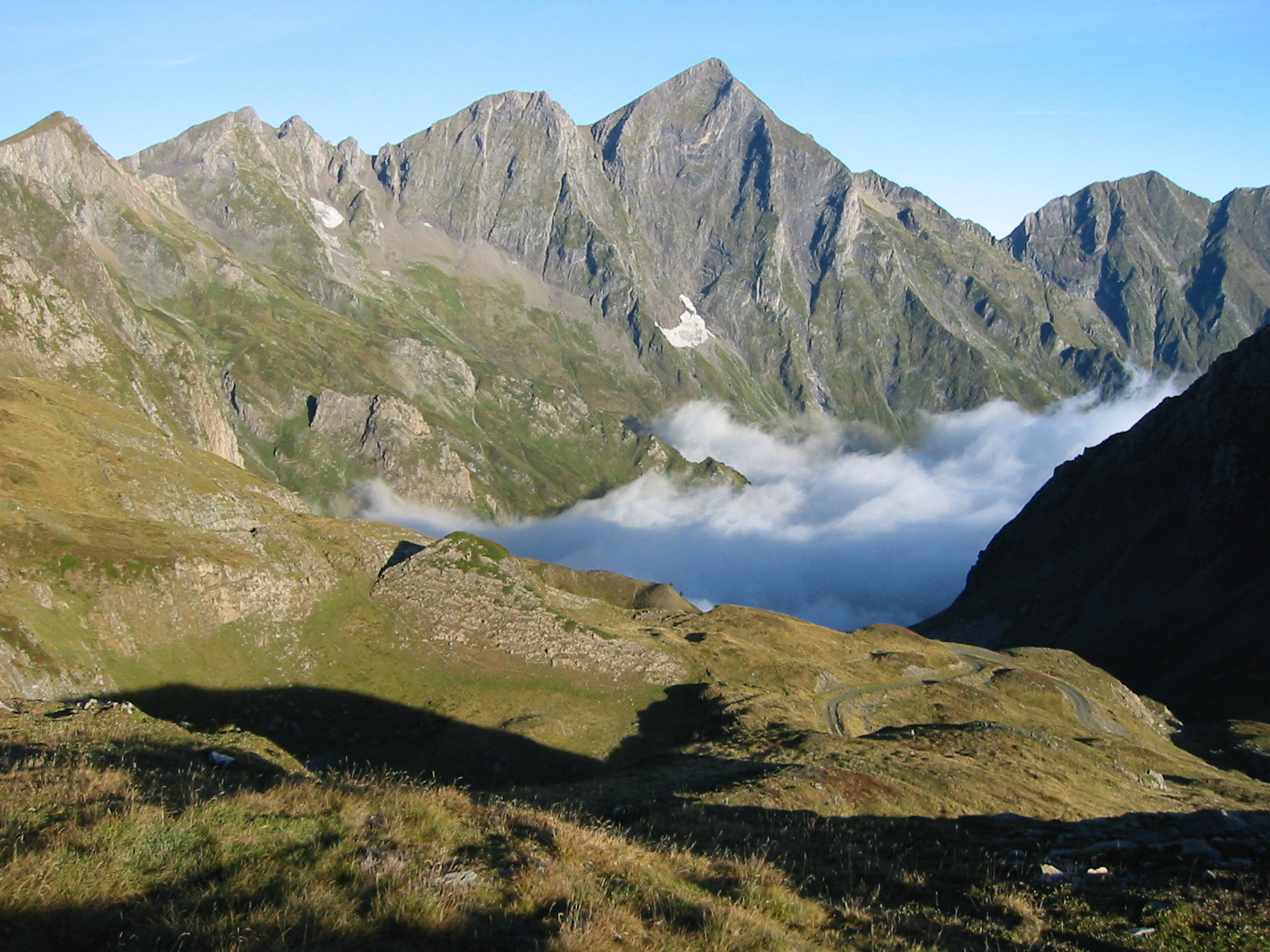
Mont Valier
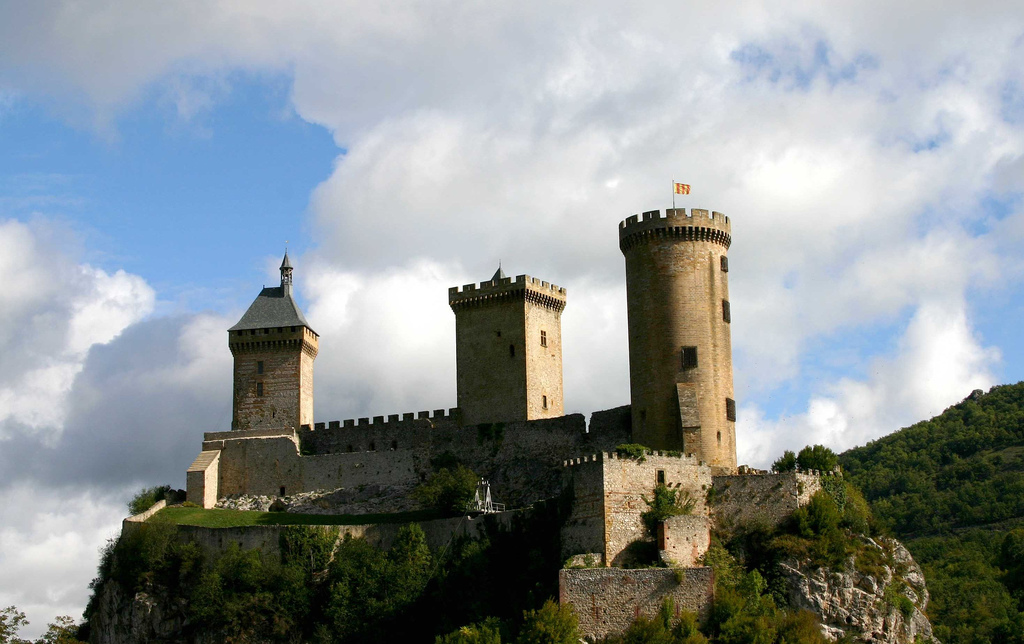
Castell de Foix
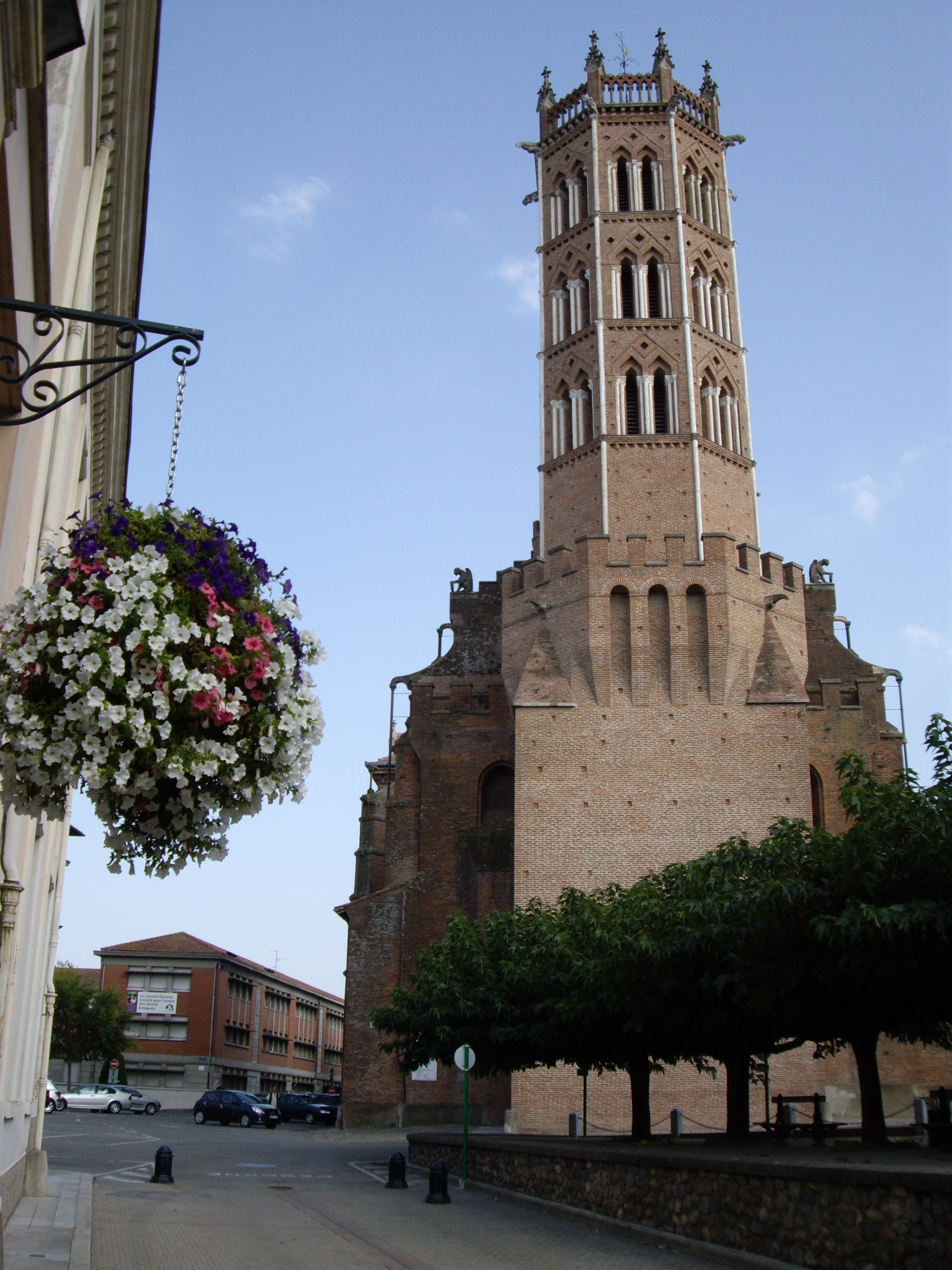
Catedral de Pàmies
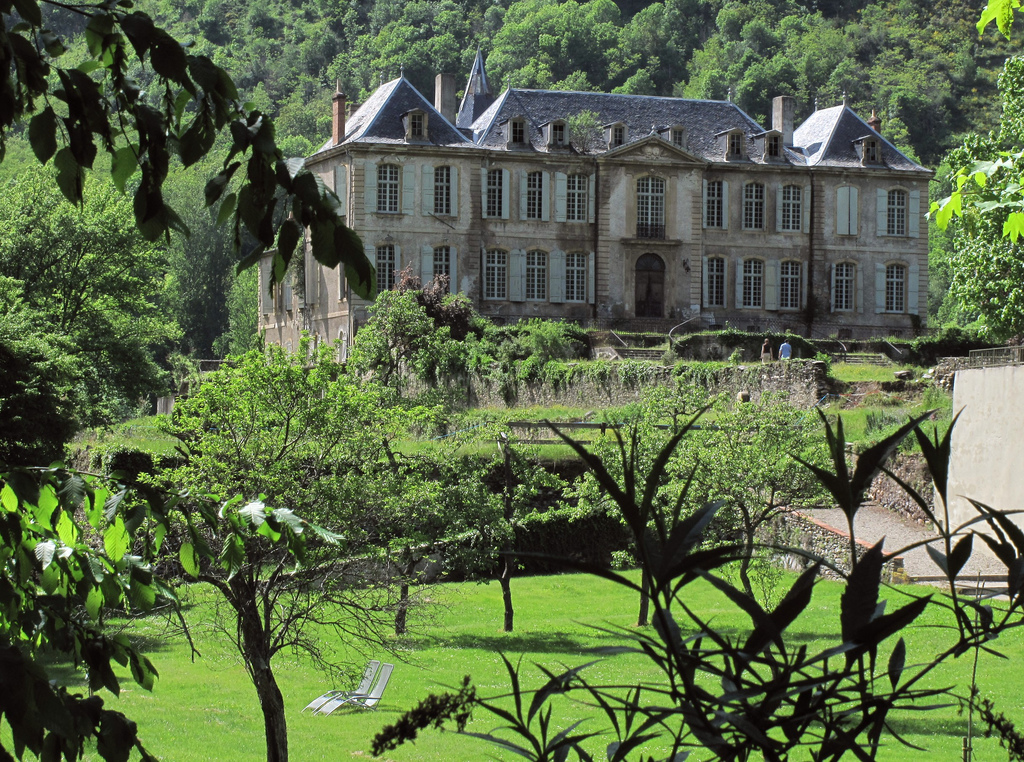
Castell de Gudanes